# Чёрный (приток Мандрики)
Чёрный — ручей в России, протекает по территории Чёлмужского сельского поселения Медвежьегорского района Республики Карелии. Длина ручья — 18 км.
Ручей берёт начало из озера Светлого на высоте 184,3 м над уровнем моря.
Течёт преимущественно в северо-западном направлении по заболоченной местности.
Ручей имеет один приток длиной 1,0 км.
Втекает на высоте выше 124,7 м над уровнем моря в реку Мандрику, которая, в свою очередь, впадает в реку Выг.
Населённые пункты на ручье отсутствуют.
Код объекта в государственном водном реестре — 02020001212202000005353.